# Drymaria cordata
Drymaria cordata är en nejlikväxtart som först beskrevs av Carl von Linné, och fick sitt nu gällande namn av Carl Ludwig von Willdenow och J.A. Schultes. Drymaria cordata ingår i släktet Drymaria och familjen nejlikväxter.

## Underarter
Arten delas in i följande underarter:
- D. c. cordata
- D. c. diandra
- D. c. pacifica

## Bildgalleri

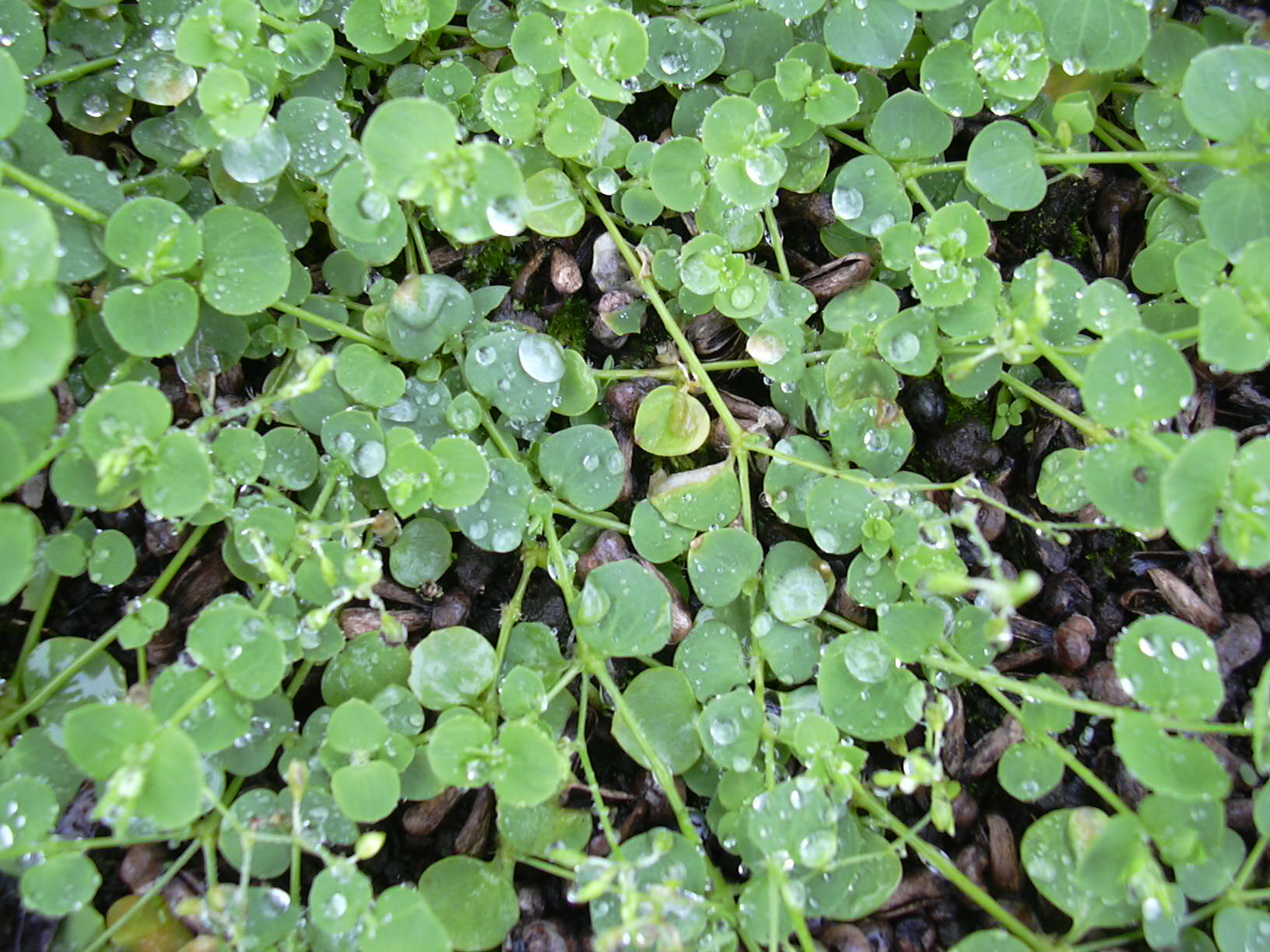
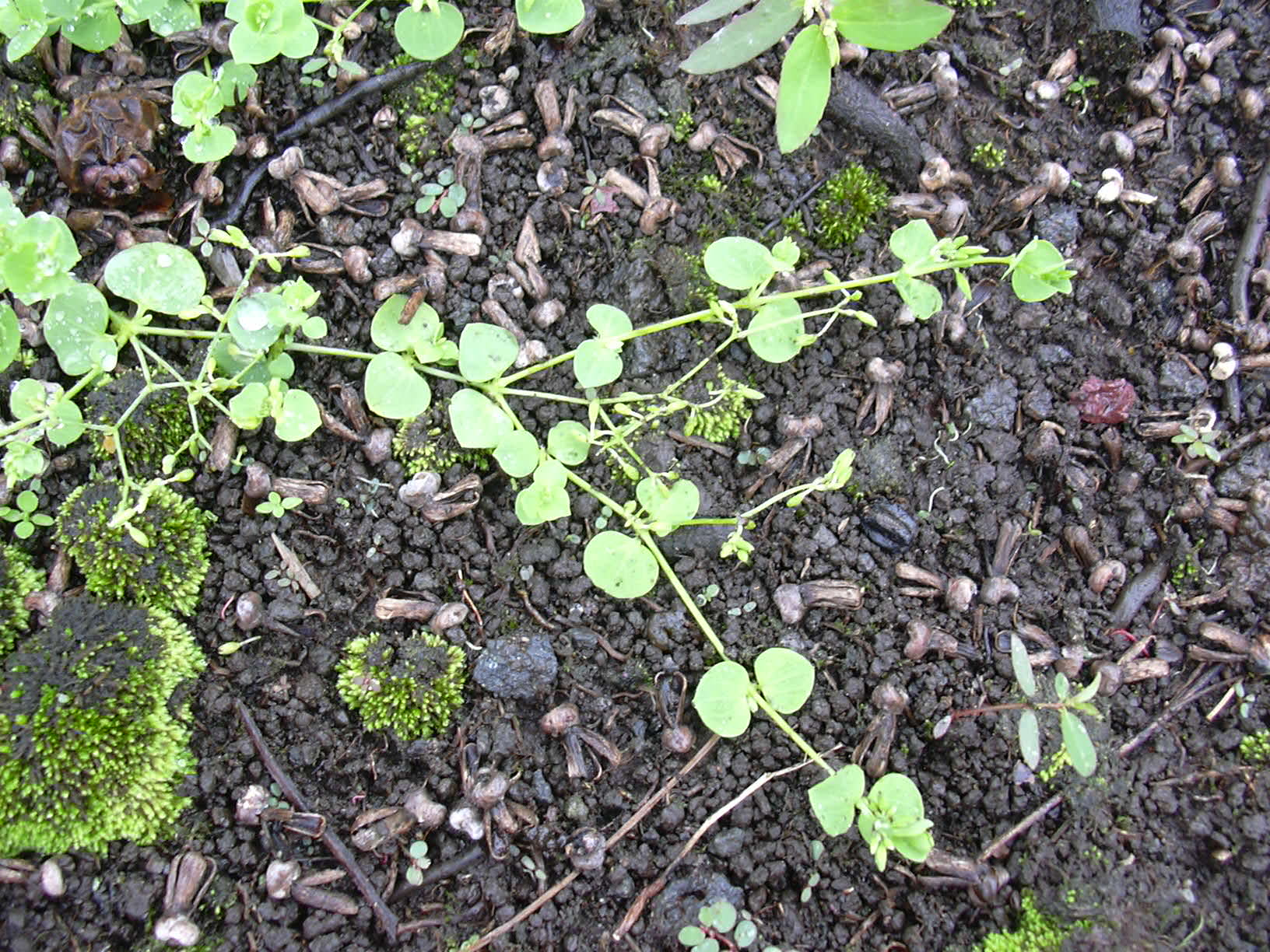
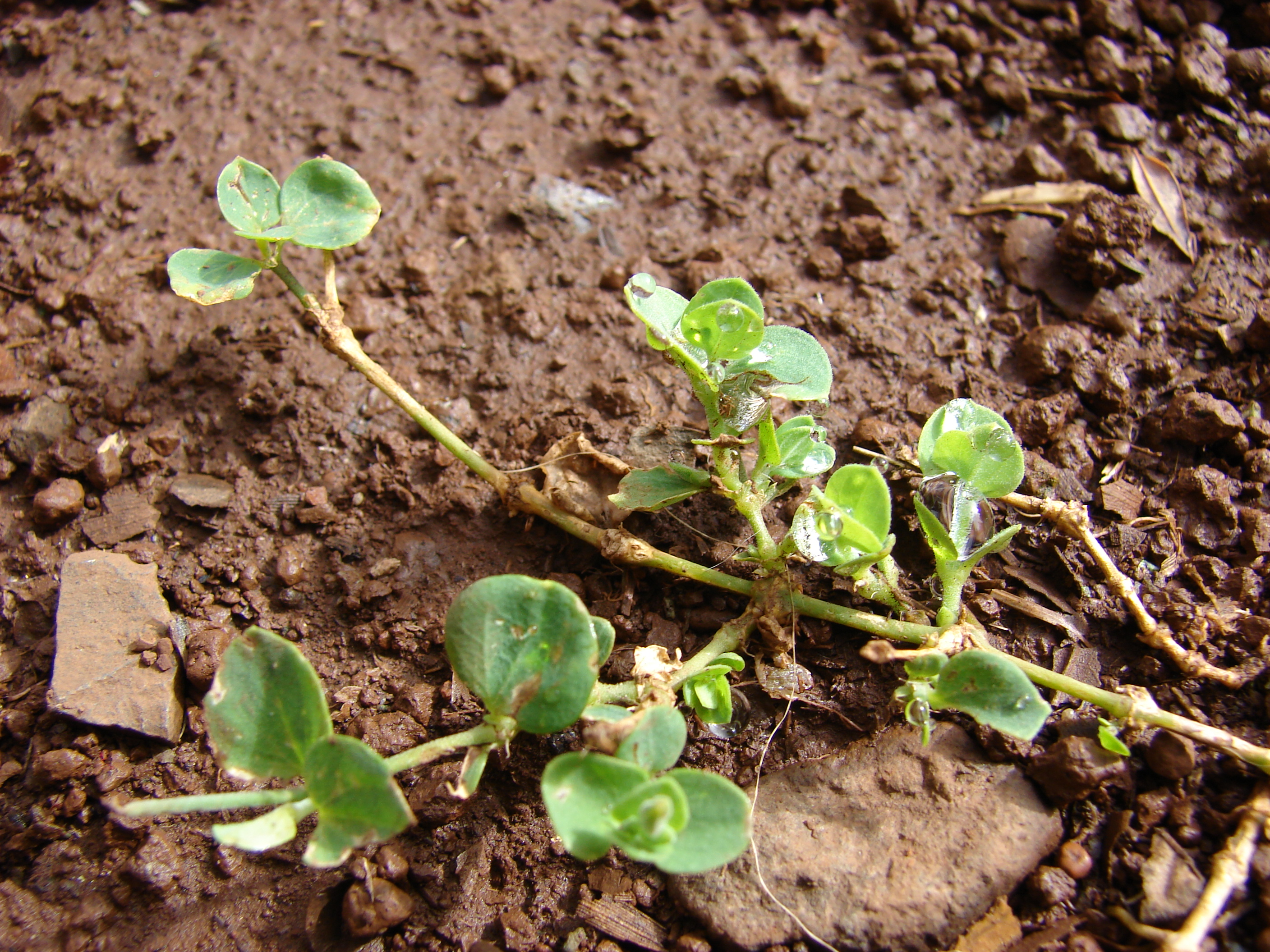
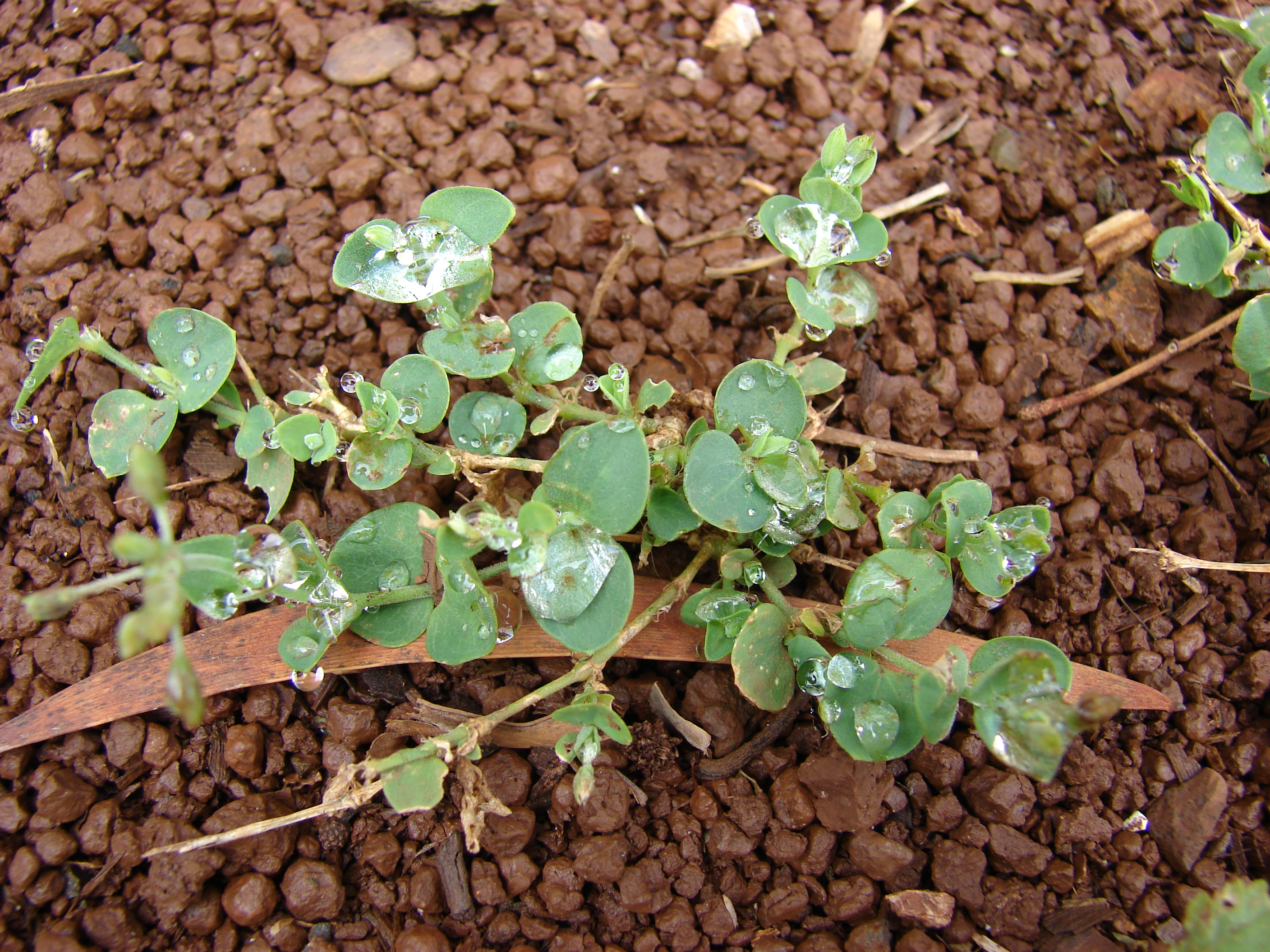
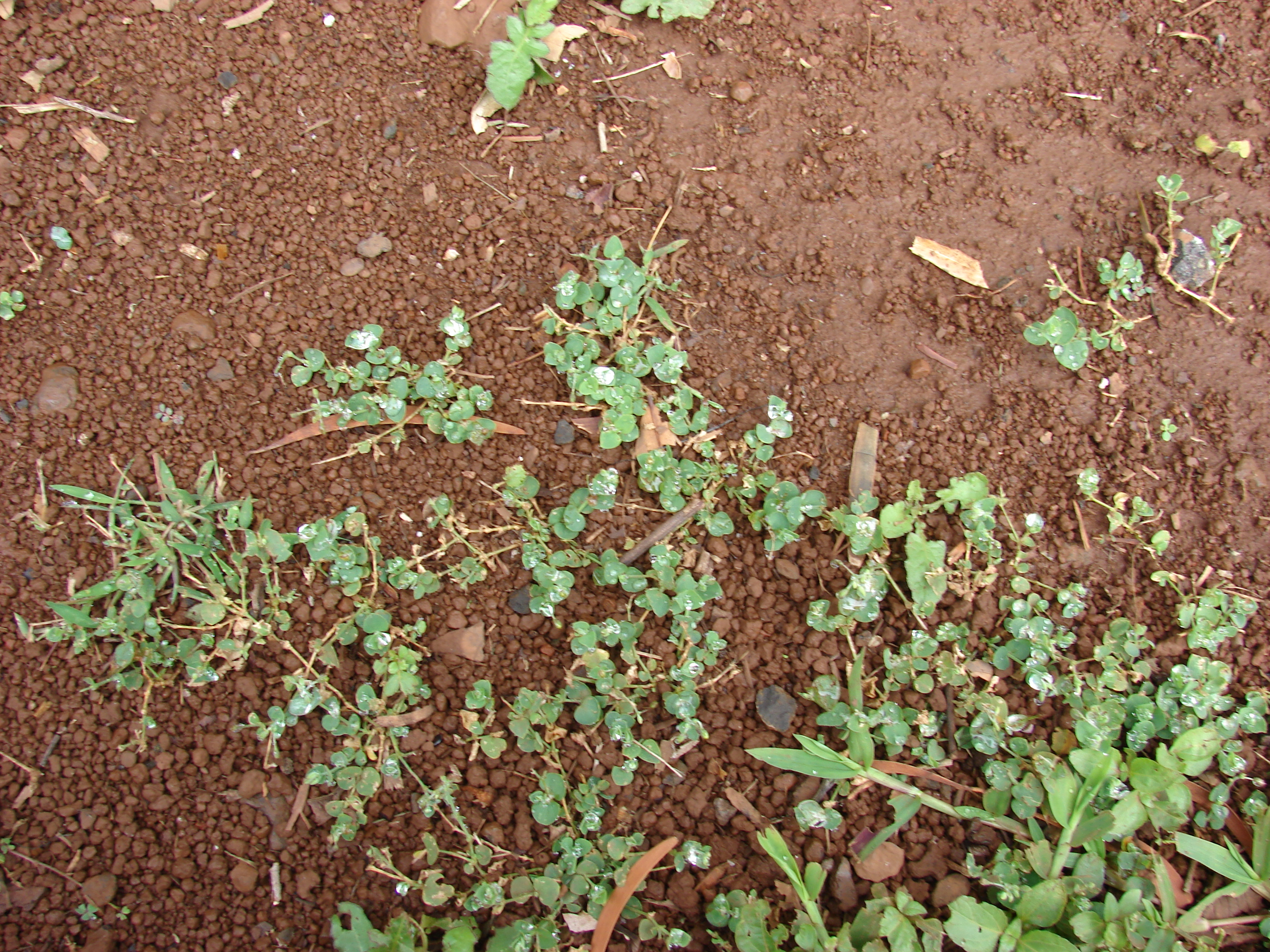
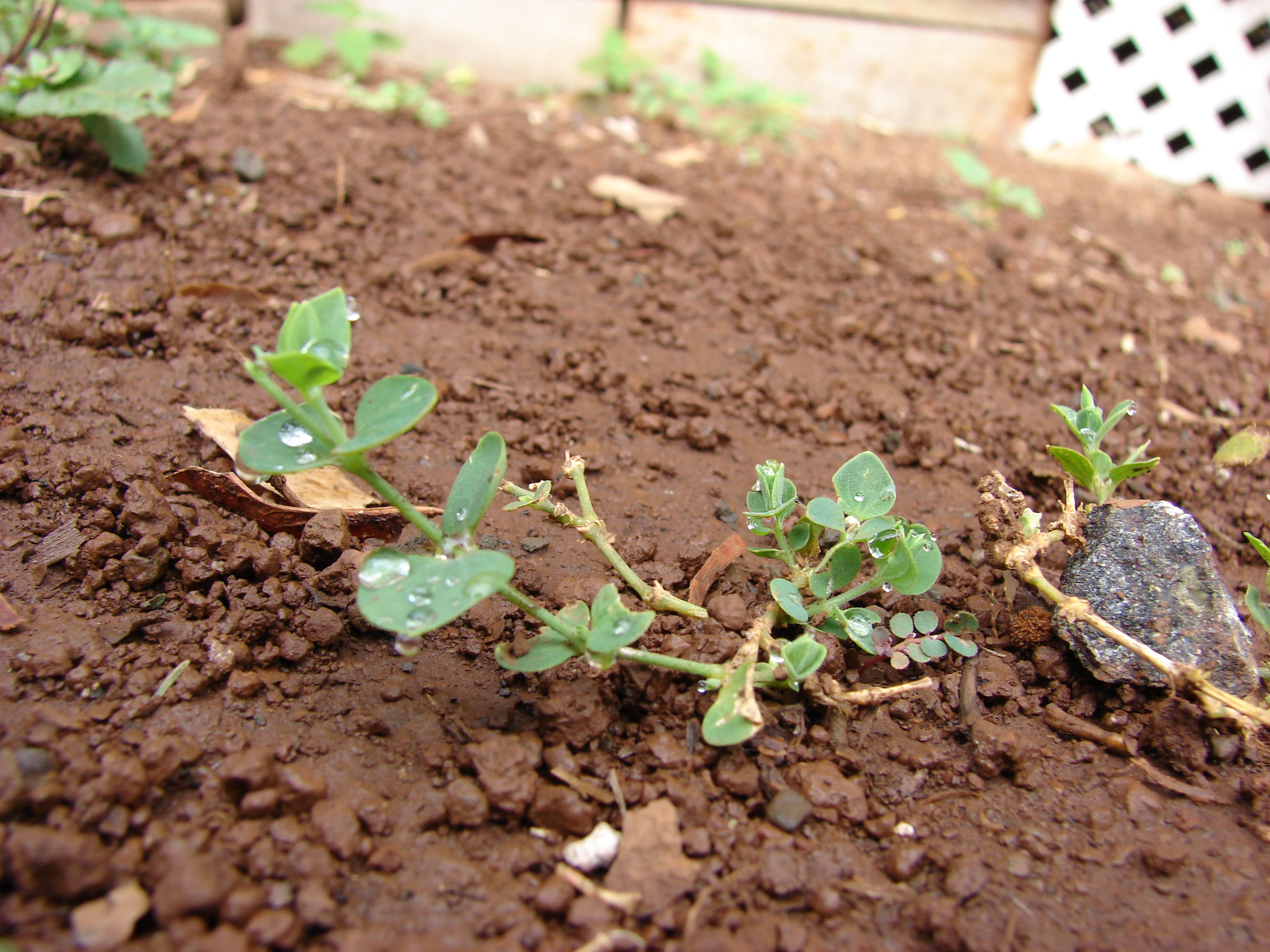